# Sostenes
Sostenes – imię męskie pochodzenia greckiego, znane jako imię ucznia św. Pawła. Jest on również patronem tego imienia.
Sostenes imieniny obchodzi 28 listopada.
Zobacz też
- Sostenes (postać biblijna)